# Le Spectateur militaire

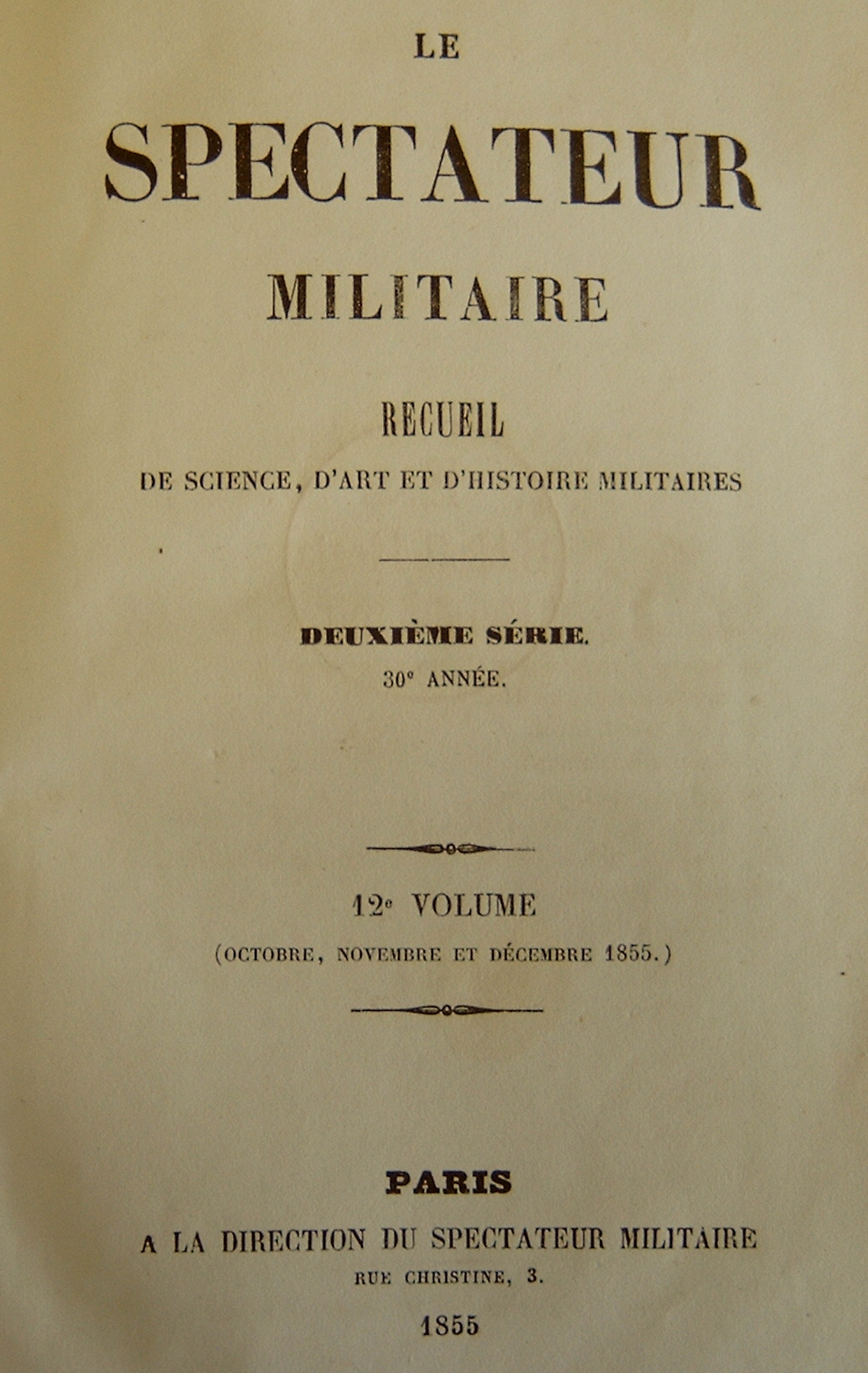
Ausgabe des „Spectateur militaire“
Zweite Serie, Band 12 (1855)

Le Spectateur militaire – Recueil de science, d’art et d’histoire militaires (dt. Der militärische Beobachter – Sammlung der militärischen Wissenschaft, Kunst und Geschichte) war eine französische Militärische Fachzeitschrift. Sie war eine der wichtigsten Zeitschriften des 19. Jahrhunderts und erschien von 1826 bis 1914.
Der „Spectateur militaire“ erschien kurz nach dem Ende der Napoleonischen Kriege (1792–1815). Zu dieser Zeit benötigte man in militärischen Fachkreisen eine neue Plattform zur Diskussion der jüngsten Vergangenheit sowie zum Meinungsaustausch betreffend die zukünftige Entwicklung. Die vergangenen Kriege hatten zur Einstellung fast aller militärischen Zeitschriften geführt, da die Offiziere, die sie herausgegeben hatten, selbst zu den jeweiligen Feldzügen ausrücken mussten. In Preußen gab es bereits seit 1816 das Militär-Wochenblatt und in Österreich-Ungarn sogar schon seit 1808 die Österreichische Militärische Zeitschrift. Mit der Gründung des „Spectateur militaire“ wurde demnach in Frankreich eine Lücke geschlossen.
Schon bald nach ihrer Gründung avancierte die Zeitschrift jedoch zu einer der wichtigsten militärischen Fachzeitschriften Europas. Dies erklärte sich zum einen daraus, dass Französisch die am weitesten verbreitete Sprache war, zum anderen veröffentlichten namhafte französische Generäle ihre Ansichten in dieser Zeitschrift. Daneben erschienen in ihr Aufsätze, Rezensionen und Berichte über aktuelle militärische Ereignisse. Andere Militärzeitschriften, wie zum Beispiel die Allgemeine Militärzeitung, übernahmen diese Artikel oft.
Die Redaktion des „Spectateur militaire“ befand sich in Paris in der Rue Christine 3, aber die Zeitschrift wurde in mehreren Städten herausgegeben. Dies waren Straßburg, Madrid, Turin, Neapel, Den Haag, Leipzig und Sankt Petersburg. An jedem 15. Tag eines Monats erschien eine Ausgabe, wobei jeweils drei Ausgaben zu einem Band zusammengefasst wurden. Insgesamt erschien die Zeitschrift in Serien. Die erste Serie umfasst die Jahre 1826 bis 1850, die zweite Serie 1851 bis 1865, die dritte Serie 1865 bis 1878, die vierte Serie 1878 bis 1890 und die fünfte Serie schließlich die Jahre 1890 bis 1914. Der Ausbruch des Ersten Weltkrieges  beendete danach die Arbeit der Redaktion, da die europäischen Absatzmärkte über Jahre hinweg verlorengingen und die herausgebenden Offiziere in den Krieg zogen.